# 为人父母
《为人父母》（英語：Parenthood）是一部由Ron Howard创造的美国喜剧，于2010年3月2日起在美國國家廣播公司播出。由朗·霍華執導，演員彼得·克勞斯及勞倫·格拉漢姆主演。2014年5月11日，宣布第6季將為本劇最終季。

## 简介
本剧简述布雷弗曼一家的事，探讨何为人父母这个困扰当代人的问题。